# Северна Македонија
Северна Македонија (алб. Maqedonia e Veriut), званично Република Северна Македонија (алб. Republika e Maqedonisë së Veriut), држава је у југоисточној Европи. Граничи се са Грчком на југу, Албанијом на западу, Бугарском на истоку и Србијом на северу. Заузима приближно трећину територије већег географског региона Македоније. Главни и највећи град је Скопље. Званични језици су македонски и албански, а званична валута македонски денар.
Историја региона почиње успоном Пеоније. Касније у шестом веку пре нове ере, ово подручје је потчинило персијско Ахеменидско царство, а затим у четвртом веку пре нове ере постало део античке Македоније. Римска република је освојила регион у другом веку пре нове ере и учинила га делом своје веће провинције Македоније. Подручје је остало у саставу Византије, али су га словенска племена често нападала и насељавала почевши од шестог века. Након векова сукоба између Бугарског, Византијског и Српског царства, било је део Османског царства од средине 14. до почетка 20. века, када је, после балканских ратова 1912. и 1913. године, модерна територија Северне Македоније дошла под власт Краљевине Србије.
Током Првог светског рата територијом је владала Краљевина Бугарска, али се по завршетку рата вратила под српску власт у саставу новоформираног Краљевства Срба, Хрвата и Словенаца. За време Другог светског рата поново је под влашћу Краљевине Бугарске, а 1945. успостављена је као конститутивна држава комунистичке Југославије, све до свог мирног отцепљења 1991. Земља је постала чланица Уједињених нација (УН) 1993. године, али због спора са Грчком око имена „Македонија”, примљена је под привременим називом „Бивша Југословенска Република Македонија“ (скраћено „БЈР Македонија” или „БЈРМ”). Спор је 2018. решен Споразумом да се држава преименује у „Република Северна Македонија”. Ово преименовање ступило је на снагу почетком 2019.
Северна Македонија је такође чланица НАТО, Савета Европе, Светске банке, ОЕБС, ЦЕФТА, ОЦЕС и СТО. Од 2005. године је и кандидат за улазак у Европску унију. Северна Македонија је земља са вишим средњим приходима према дефиницијама Светске банке и прошла је значајне економске реформе од своје независности у развоју отворене привреде. Такође је земља у развоју, рангирана на 82. месту према Индексу хуманог развоја. Својим грађанима пружа социјалну сигурност, универзални систем здравствене заштите и бесплатно основно и средње образовање.

## Спор око имена
Због спора око имена са Грчком, Уједињене нације, неке земље Европске уније укључујући Немачку и Француску, и друге међународне организације званично су користиле привремену референцу Бивша Југословенска Република Македонија (БЈРМ).
Суштина спора је питање да ли једна држава може узети име шире географске области (у овом случају област Македонија), ако њена територија обухвата један њен мањи део (Вардарска Македонија) и да ли у том случају она исказује територијалне претензије ка суседним државама у којима се налазе преостали делови ове области (Периферије западна, средишња и источна Македонија у Грчкој које чине Егејску Македонију и Благоевградска област у Бугарској која чини Пиринску Македонију). Народ који данас насељава простор Северне Македоније је словенског порекла, али је његова етничка припадност и дан данас предмет спорења. Данас сами становници се већином називају и сматрају Македонцима, а свој језик македонским језиком. Народи који данас насељавају просторе Егејске Македоније и Пиринске не сматрају себе Македонцима у етничком смислу.
Крај спора око имена је објављен 12. јуна 2018. године када је македонски премијер Зоран Заев објавио да је договорено решење у виду преименовања државе у Република Северна Македонија, док би се држављанство називало македонско/држављанин Републике Северне Македоније, а језик македонски. Након тога је одржан референдум 30. септембра 2018. на ком је, и поред слабе излазности са 36,91% изашлих гласача, проглашено да ће се наставити са процесом преименовања пошто 94,18% од изашлих гласача су подржали идеју за улазак Македоније у Европској Унији и НАТО са прихватањем Преспанског споразума. Македонски парламент (Собрање) 19. октобра 2018. и званично је усвојио одлуку о почетку уставних промена које су завршили 11. јануара 2019, а ступили су на снагу 12. фебруара, након што је грчки парламент ратификовао Преспанског уговора и протокол о чланству Северне Македоније у НАТО-у.

## Географија

### Положај
Северна Македонија је држава на Балканском полуострву. Заузима површину од 25.713 km². Укупна дужина граница износи 766 km. Држава се граничи са Србијом на северу (221 km, од тога 159 km са Косметом), на западу са Албанијом (151 km), на југу са Грчком (246 km) и на истоку са Бугарском (148 km).
Северна Македонија се налази у горњем и средњем Повардарју, између Шарских-пиндских и Родопских планина. Налази се у широј географској регији Македонији.

### Рељеф
У Северној Македонији се издвајају 3 рељефне целине: Западна Северна Македонија, средишњи део или Повардарје и Источна Северна Македонија.
Западни део чини младо набрано Шарско-пиндске планине грађене од палеозојских шкриљаца и мезозојских кречњака (Баба, Шар-планина, Кораб, Јакупица, Ниџе). Између планина налазе се дубоке долине Црног Дрима и више планинских котлина: Полошка котлина, Дебарска котлина, Охридска котлина, Преспанска котлина и Битољско-прилепска котлина. Полошка и Преспанска котлина су највеће. Горња Река је географски и етнографски подрегион ширег региона Реке, на западу Северне Македоније, то је алпски планински и робустан регион са планинским пашњацима.
Средишњи део или Повардарје тектонски је лабилан простор испуњен језерима и рекама. Наслаге потичу из палеозоика и из мезозоика и терцијара. Ту се налази низ котлина, међусобно повезаних клисурама: Скопска котлина, Велешка котлина, Тиквеш, Ђевђелијска котлина.
Источна Северна Македонија је нижа од западног дела земље. Обухвата источне притоке реке Вардар, котлине се налазе на висини око 250 m, а настале су ерозијом еолских седимената из неогена. Окружује је високопланински појас. На истоку су то Осоговске планине, Влахина, Плачковица, Огражден, а на западу Источне Северне Македоније то су Кожув, Козјак, Дрен и Јакупица.
Усамљена узвишења грађена су од гранита, кристаластих шкриљаца и магмата. Између њих простиру се котлине испуњене терцијарним језерским талозима: Струмичка котлина, Кумановска котлина и Овче поље.

### Клима
У Северној Македонији влада субмедитеранска клима коју одликују врућа и сува лета и хладне и влажне зиме. Средње годишње температуре опадају од севера према југу земље. Пријатна клима Северне Македоније, углавном под утицајем топле медитеранске струје која стиже долинама река изузетног квалитета воде, плодно земљиште и велики број сунчаних дана, Охрид има 2.300 сунчаних сати годишње, омогућавају плодоносну жетву и одличне традиционалне производе. Највиша забележена температура је била 45,7 °C у Демир Капији јула 2007. године, а најнижа у Берову –39,5 °C 27. јануара 1954. године.
Средња годишња количина падавина је у планинама око 1.000 — 1.500 mm, а у заветринским котлинама 600 — 700 mm. Најплоднија су глинасто — иловаста тла у нижим деловима котлина. У брдско — планинским деловима превладавају камењари и ранкери (хумусна шумска тла).
Што се вегетације тиче, у нижим деловима превладавају храст медунац, обични граб и цер, док у вишим деловима налазимо букву и буково-јелове шуме. Такође налазимо и зимзелено средоземно растиње.

### Воде
Најважније реке су: Вардар, Треска, Црна река, Пчиња, Брегалница, Струмица и Црни Дрим. Највећи део земље је у сливу Егејског мора преко реке Вардар, дугачка 388 km (од тога 301 km у Северној Македонији), који представља најважнији речни ток и жилу-куцавицу земље. Мањи, западни део је у сливу Јадранског мора преко реке Црни Дрим и његових притока, док Биначка Морава припада Црноморском сливу.
Северна Македонија има три значајна природна језера — Охридско, Преспанско и Дојранско. Посебно је значајно и туристички посећено Охридско језеро, једно од најстаријих језера на Земљи, у њему живе ендемски примерци, охридска пастрмка, белвица (Salmothymus ohridanus), јегуља, и више типова рачића, пужева и шкољки, бистрина воде и њена прозирност је до 50 m. Дојранско језеро је међугранично са Грчком, са којом данас постоји спор због претераног коришћења језерске воде за наводњавање северне Грчке. Пелистерске очи су два глечерска језера на Пелистеру (врху планине Баба). Постоји Велико (Големо) и Мало језеро, и она се заједно називају Пелистерске очи.
Највиши водопад у Северној Македонији је Смоларски водопад који се налази на југоистоку земље, на надморској висини од 600м у подручју села Смолари.

### Национални паркови
У Северној Македонији постоје три национална парка:
| Име                      | Основан | Површина () | Мапа                                            | Слика |
| ------------------------ | ------- | ----------- | ----------------------------------------------- | ----- |
| Национални парк Маврово  | 1949    | 73.088      | Маврово на карти Северне Македоније · Маврово   |       |
| Национални парк Галичица | 1958    | 22.750      | Галичица на карти Северне Македоније · Галичица |       |
| Национални парк Пелистер | 1948    | 17.150      | Пелистер на карти Северне Македоније · Пелистер |       |

### Флора и фауна
Биљни свет у Северној Македонији представља око 210 биљних породица са 920 родова те око 3.700 биљних врста. Најраспрострањенија је група цветница са око 3.200 врста, које следе маховине са 350 врста те папрати са 42 врсте.
Национални парк Пелистер код Битоља је познат по присуству ендемског северномакедонског бора, као и других 88 врста биљака које представљају готово 30% северномакедонске дендрофлоре. Шуме македонског бора на Пелистеру се могу поделити на две заједнице: шуме бора са папратима и шуме са чемпресима. Северномакедонски бор, једна посебна врста четинарског дрвета, је реликт терцијарног биљног света, а бор молика са пет иглица први пут је пронађен и описан на Пелистеру 1893. године.
У северномакедонским шумама такође расте и северномакедонски храст, тужне врбе, беле врбе, тополе, брестови и друге врсте дрвећа. На богатим пашњацима и ливадама Шар-планине, Маврова и Бистре расте још једна биљка карактеристична за Северну Македонију — мак. Квалитет густог сока мака се у свету мери јединицама морфина. Док кинески опијум имају осам тих јединица и сматра се висококвалитетан, индијски опијум садржи седам, а турски опијум само шест, северномакедонски опијум садржи пуних 14 јединица морфина и један је од најквалитетнијих врста опијума на свету.
Животињски свет Северне Македоније је веома богат и укључује вукове, медведе, лисице, јелене, веверице, дивље свиње и дивокозе. Врло ретко може се пронаћи и рис у планинама западног дела земље, док јелена има у подручју Демир Капије. Три велика језера у земљи представљају одвојене животињске зоне, што је назнака дуготрајне територијалне и временске изолације. Животињски свет Охридског језера је остатак раније ере, а познато је по својим рибама, између осталих Охридској пастрмци, кркуши, пижорима и другим. Такође, ово језеро је познато и по одређеним врстама пужева, чије је порекло датирано на 30 милиона година. Сличне врсте се могу наћи још само у Бајкалском језеру. Охридско језеро је у зоолошким студијама познато и по јегуљи и њеном чудесном циклусу размножавања. Она долази у Охридско језеро из далеког Саргашког мора, те у Охридском језеру остаје у дубинама 10-так година. Када полно сазри, необјашњивим инстинктом јегуља у јесен полази назад на место свог рођења. Тамо полаже јаја и умире, да би њени потомци поновили циклус.

## Историја

### Стари век
У старом веку, највећи део територије Северне Македоније (северни и источни део слива Вардара) је био у саставу краљевине Паоније, коју су насељавали Пајонци, народ трачког порекла, као и у саставу Илирије и Дарданије, који су насељавала илирска племена. Седиште Пајоније је било прво у Вилазори (данашњи Велес), а касније у Стобију.
Најјужнији појас данашње Северне Македоније заузимала је Античка Македонија. Антички Македонци су били стари балкански народ, који је говорио један недовољно познат језик. Први значајни краљ античких Македонаца је био Филип II Македонски. Године 336. п. н. е. Филип II Македонски је покорио горњу Македонију, јужну Пајонију и старогрчке полисе. Филипов син Александар Велики је освојио и укључио у своју државу остатак региона, стигавши на северу чак до Дунава. На истоку Александар је поразио Персијско царство, па се његова империја протезала од Дунава и Јонског мора до Египта и Индије. После његове смрти 323. п. н. е., услед сукоба Александрових генерала, ова огромна држава се распала на три дела. Македонијом су завладали краљеви из династије Антипатрида, али њихова владавина није дуго потрајала због сукоба са ривалском династијом Антигонида.
280. п. н. е. Гали под Бреном су опустошили државу Пајонаца, које су угрожавали и Дарданци. Пајонија се касније опоравила, али ју је 217. п. н. е. македонски краљ Филип V Македонски укључио у Македонско краљевство.
Македонско савезништво са Картагином и продор римске државе на исток је довело до три Македонска рата (215. п. н. е.-168. п. н. е.). Да би се осигурао од Римљана, Филип V је појачао фортификације у Скопљу и Ускани (данашње Кичево), а са југа је имао окупирану Грчку. Међутим, грчки полиси и Римљани су се удружили и под притиском Римљана морао се повући из Грчке и поставити одбрану у клисури Темпи. Ипак, у доба владавине његовог сина, Персеја V, Римљани су ушли са југа и победили Персеја у бици код Пидне, после које је Македонско краљевство у целости потпало под римску власт, а последњи краљ Македоније Персеј V је одведен као роб у Рим. Под римском влашћу ова област је подељена између две римске провинције; већи део је био део у оквиру провинције Македоније, док је најсевернији део био укључен у састав Горње Мезије. После поделе Римског царства 395. на Источно и Западно римско царство, Македонија је постала део Источног римског царства.

### Средњи век
Јужни Словени су се населили на територију данашње Северне Македоније у 6. веку. Словени су учествовали у неколико похода на Византију, сами или у савезу са Аварима и Прабугарима. Око 680. године група Прабугара, које је предводио кан Кубер се населила у Пелагонији и покренула походе у област Солуна.
Крајем 7. века византијски цар Јустинијан II је организовао масовни поход против Словена на грчком полуострву, у којем је заробио велики број Словена и преселио их у Кападокију. До владавине Констанса II (који је такође организовао походе против Словена), значајан број северномакедонских Словена је заробљен и пресељен у централни део Мале Азије.
За време владавине бугарског цара Пресијана I, област Македоније је 837. постала део Првог бугарског царства. У овом периоду су међу Словенима деловали браћа Ћирило и Методије, пореклом из Солуна, који су творци глагољице и староцрквенословенског језика и чијим радом је велики број Словена покрштен. Њихови ученици Климент и Наум су у Охриду основали јак културни центар. У 10. веку у Северној Македонији се појавило богумилско учење, као одговор на потчињавајући феудални црквено-економски систем. Оно се брзо проширило по целој Европи.
Прво бугарско царство је 968. напала и покорила Кијевска Русија, али је византијски цар Јован I Цимискије 971. године успео да од Кијевске Русије преотме источне делове Првог бугарског царства. У међувремену, у западном делу Првог бугарског царства избио је устанак четворице браће комитопула (Давида, Арона, Мојсија и Самуила) против Византије. Браћа су 976. покренуле нову велику кампању против Византије. Самуило је исте године остао сам у борби против Византије, током које је успео да створи моћно царство које се протезало од Јадранског до Црног мора и од Дунава до Тесалије. Самуилова држава је постојала до 1018. након чега је поново доспела под власт Византије.
Словенски устанци су наставили да избијају на махове, често уз помоћ српских кнежевина на северу. Сваку привремену независност коју су устаници успевали да стекну Византија је обично брзо гушила. Овај период су обележили ратови Нормана и Византије. Нормани су кренули у напад са својих територија у јужној Италији и привремено су завладали малим територијама на северозападној обали.
Међутим са крајем 12. века, незаустављиво слабљење Византије је пружило околним државама да на дуже време држе Северну Македонију. Почетком 13. века обновљено Бугарско царство је завладало овом облашћу. Због унутрашњих проблема царство није дуго трајало, а регион је у другој половини 13. века поново дошао под контролу обновљене Византије. Од краја 13. века Северна Македонија је постала део српске краљевине, а Скопље је 1346. постало престоница Душановог царства.
После смрти цара Душана, слаби наследник и борбе за моћ су још једном поделиле Балканско полуострво, што се поклопило са продором Османлија у Европу. Облашћу Македоније управљали су браћа Вукашин и Угљеша Мрњавчевић, који су покушали да зауставе Турке у Маричкој бици 1371. После њиховог пораза, Вукашинов син Марко Мрњавчевић и браћа Дејановићи су постали турски вазали.

### Нови век и савремено доба

#### Под Османским царством
Турци су ову област освојили у првој половини 15. века и она је остала у саставу Османског царства наредних скоро 5 векова.
Након пада Цариграда 1453. и нестанком Византијског царства, султан Мехмед II је 1454. године потврдио цариградског патријарха за духовног вођу свих православних хришћана у Османском царству. Цариградски патријарх је зато подржавао османска освајања, а Српска и Бугарска православна црква су изгубили своју аутокефалност. Свештенство у тим негрчким црквама је именовао цариградски патријарх, а Патријаршија је била одговорна за прикупљање пореза. Сарадња православне цркве и Турака је поред физичког омогућила и културни опстанак православља у Османском царству. Грчки и јерменски свештеници су имали предност над српским, бугарским и румунским свештеницима. Султан је 1767. године распустио Охридску архиепископију, што је још више ојачало утицај грчке цркве међу Словенима. Православна црква је свој положај у османском друштву дуговала чињеници да ниједна друга православна држава до половине 17. века није угрожавала Османско царство. Руско-турски ратови су нарушили овај однос, а после Руско-турског рата 1768-1774. и Кучуккаинарџијским миром Русија је постала заштитник свих православних хришћана у Османском царству.
Током турске владавине у овој области, због досељавања турског становништва и исламизације, живео је значајан број муслиманског становништва. За време турске владавине Скопље и Битољ су били средишта два ејалета. Долина Вардара, која је касније постала централни део Северне Македоније, била је у саставу Османског царства све до Првог балканског рата, уз изузетак кратког периода током 1878, када су је заузели Руси током Руско-турског рата 1877—1878. када је припала Бугарској. Током Илинденског устанка у јужном делу данашње Северне Македоније устаници су основали краткотрајну Крушевску републику.
Пре почетка Првог балканског рата, Србија и Бугарска су одлучиле да данашња територија Северне Македоније добије статус аутономије, а уколико то буде немогуће — да буде подељена по линији Крива Паланка—Охрид, након што Османско царство буде поражено. Бугари нису испоштовали обавезу о деловању своје војске у Северној Македонији него су скоро сву војску усмерили према Истанбулу где су уз уговором непланирану помоћ српске војске пружили помоћ у заузимању Једрене, па зато Србија није имала обавезу да поштује уговор са Бугарском.

#### Краљевина Србија и Краљевина Југославија
Бугарска се сматрала оштећеном при подели Македоније, те је започела Други балкански рат. Када су Србија, Грчка, Румунија и Турска победиле Бугарску у Другом балканском рату, Вардарска Македонија (данас Северна Македонија) је постала саставни део Србије (1913—1915), Егејска Македонија је припала Грчкој, а Пиринска Македонија Бугарској. Унутрашња Македонска Револуционарна Организација — ВМРО је основана 1893. у Солуну, са циљем да Македонија добије аутономију у оквирима Турске, како би касније постала део Бугарске. Ова организација је имала изразито антисрпски карактер. У Првом светском рату (1914—1918) је као део Краљевине Србије била окупирана од Бугарске, која је дочекана као ослободитељ од стране бугаризацију домаћег становништва.
После рата је постала део Краљевине Срба, Хрвата и Словенаца (1918—1941). Чланови ВМРО-а су заједно са усташама извршили атентат на краља Југославије Александра I Карађорђевића у Марсељу 1934. У оквиру Краљевине СХС, територија Вардарске Македоније је била део провинције Јужне Србије, а потом (од 1922. године) је подељена на три области (Скопску, Брегалничку и Битољску). Од 1929. до 1941. године је чинила главни део Вардарске бановине, чије се управно седиште налазило у Скопљу.

#### Други светски рат
Након Априлског рата, југословенски део Македоније поделиле су италијанска марионетска Велика Албанија и Краљевина Бугарска. Покрајинско руководство КПЈ на челу са пробугарски оријентисаним секретаром Методијем Шаторовим оклевало је да подигне оружани устанак против окупатора. Након уклањања Шаторова и започетих припрема, оружани устанак у Вардарској Македонији започео је 11. октобра 1941. године, нападом Прилепског партизанског одреда на бугарску станицу у Прилепу. Устанак је почео да се омасовљује тек почетком 1942. године. Бугари су заузели већи, источни и средишњи, део Вардарске Македоније, док је западни део ушао у састав Краљевине Албаније, која је била италијански протекторат.
Антифашистичко собрање народног ослобођења Македоније (АСНОМ) је представљало врховно представничко, законодавно и извршно тело Демократске Федералне Македоније у периоду од августа 1944. до априла 1945. године. Конституисана је 2. августа 1944. године, на свом Првом заседању, а 16. априла 1945, на Трећем заседању је прерасло у Народну скупштину Македоније.
Иницијативни одбор за основање АСНОМ-а формиран је новембра 1943. године у селу Црвена вода. У његовом саставу налазили су се: Методије Андонов Ченто (председник), Страхил Гигов (секретар), Цветко Узуновски, Венко Марковски и Михајло Апостолски.

#### Народна/Социјалистичка Република Македонија
После рата Вардарска Македонија више није била саставни део Србије већ је на том простору формирана Народна Република Македонија, касније Социјалистичка Република Македонија. Она је у периоду од 1945. до 1991. године била федерална јединица СФРЈ.
Задаци прве владе новоформиране републике били су побољшавање здравствене заштите, искорењивање неписмености, стандардизација посебне македонске азбуке и македонског језика у односу на српску азбуку и српски језик, развој просветног система и остало. Била је покренута и убрзана индустријализација.
Главни град Народне Републике Македоније, Скопље је 26. јуна 1963. године задесио јак земљотрес, јачине 9 степени меркалијеве скале, који је начинио велике људске жртве (1.070 мртвих и око 4.000 повређених) и огромну материјалну штету (90% грађевина је било порушено).
Македонска православна црква настала је неканонским одвајањем од Српске православне цркве 17. јула 1967. године.

#### Независност
Дана 15. јануара 1991. године у Скопљу Скупштина СР Македоније усвојила је Декларацију о независности. Грађани су на референдуму 8. септембра 1991. изгласали независност СР Македоније од СФРЈ. Дана 27. марта 1992. године последње јединице ЈНА напустиле су СР Македонију. Међутим, међународно признање државе је успоравала Грчка због спора око имена нове државе и њених симбола. Као компромис, Уједињене нације су 1993. признале нову државу под именом Бивша Југословенска Република Македонија. Грчка је и даље била незадовољна и фебруара 1994. је увела трговинску блокаду. Блокада је укинута у септембру 1995. када је Северна Македонија променила изглед своје заставе и делове свог устава који су јој дозвољавали да се меша у унутрашње проблеме других држава.
Северна Македонија је једина република која се од СФРЈ одвојила без рата. Ипак, стање у њој је озбиљно дестабилизовано током рата на Космету, када је велики број косовских Албанаца избегао у Северну Македонију. Иако су се избеглице вратиле на Космет после рата, албански националисти са обе стране границе су се побунили са циљем остваривања аутономије или независности делова Северне Македоније насељених Албанцима. Сукоби између северномакедонске војске и полиције с једне и албанских сепаратиста с друге стране водили су се на северу и западу државе, између марта и јуна 2001. Рат је окончан интервенцијом НАТО пакта, који је надгледао успостављање примирја. По одредбама Охридског споразума, северномакедонска влада се обавезала да дозволи већи степен политичке моћи и културне аутономије албанској мањини. Албанска страна се обавезала да се одрекне сепаратистичких захтева и призна све северномакедонске институције, као и да се разоружа и преда све оружје НАТО пакту. Председник Северне Македоније, Борис Трајковски, је 2004. погинуо у авионској несрећи у близини Мостара. Наследио га је председник Бранко Црвенковски.

## Становништво
Према попису становништва из 2002. број становника Северне Македоније се незнатно смањио због исељавања и износио је 2.022.547. Етнички састав је био следећи:
| Становништво Северне Македоније по етничкој припадности‍ | Становништво Северне Македоније по етничкој припадности‍ | Становништво Северне Македоније по етничкој припадности‍ | Становништво Северне Македоније по етничкој припадности‍ | Становништво Северне Македоније по етничкој припадности‍ |
| ------------------------------------------------------- | ------------------------------------------------------- | ------------------------------------------------------- | ------------------------------------------------------- | ------------------------------------------------------- |
|                                                         |                                                         |                                                         |                                                         |                                                         |
| Македонци                                               | Македонци                                               |                                                         | 1.297.981                                               | 64,18%                                                  |
| Албанци                                                 | Албанци                                                 |                                                         | 509.083                                                 | 25,17%                                                  |
| Турци                                                   | Турци                                                   |                                                         | 77.959                                                  | 3,85%                                                   |
| Роми                                                    | Роми                                                    |                                                         | 53.879                                                  | 2,66%                                                   |
| Срби                                                    | Срби                                                    |                                                         | 35.939                                                  | 1,78%                                                   |
| Власи                                                   | Власи                                                   |                                                         | 9.695                                                   | 0,48%                                                   |
| остали                                                  | остали                                                  |                                                         | 38.011                                                  | 1,88%                                                   |
| укупно: 2.022.547                                       |                                                         |                                                         |                                                         |                                                         |

### Вероисповест
Највише има православаца (64,7%), муслимани (33,3%), знатно мање остале хришћанске верске групе (0,37%), углавном католици и протестанти и јевреји. По овим подацима Северна Македонија је друга земља са муслиманском мањином у целој Европи (после већински муслиманских земаља). Једино Босна и Херцеговина има већи постотак муслимана, а да нису већина.
Велики градови су: Скопље, Битољ, Прилеп, Куманово, Тетово. У „Великом Скопљу“ живи око 30% становништва земље, што је мала густина насељености у односу на суседне земље и говори о великој усредсређености северномакедонског становништва у великим градовима.

### Језици
Службени језици су македонски и албански. У општинама где 20% становништва користи неки други језик као матерњи, и тај језик је у службеној употреби, а то су: српски, турски, ромски, бошњачки или цинцарски језик.

### Генетика
Према резултатима генетских истраживања, међу становништвом Северне Македоније су најзаступљеније следеће патрилинеарне (Y-ДНК) хаплогрупе:
- Хаплогрупа I (27,8%)
- Хаплогрупа R (25,6%)
- Хаплогрупа E (21,6%)
- Хаплогрупа J (18,2%)
- Хаплогрупа T (2,9%)

## Државно уређење

### Политика
Државна власт је подељена на законодавну, извршну и судску. Законодавна власт је у рукама Собрања Републике Северне Македоније (парламент). Грађани на слободним, непосредним и демократским изборима бирају 120 посланика (пратеника), држава је подељена на 6 изборних јединица, мандат посланика је 4 године. Извршна власт је у рукама Владе Републике Северне Македоније. Председник Северне Македоније бира се на слободним, непосредним и демократским изборима, а мандат је 5 година. Судска власт је у рукама основних, апелационих и виших судова; задња инстанца је Врховни суд.
Законом о финансирању политичких странака регулисано је њихово финансирање, надзор, санкције и надзор потрошених средстава. У држави делује око 50 политичких странака, етничке заједнице-мањине такође имају своје странке. Најпознатије, најорганизованије и највеће политичке партије су ВМРО-ДПМНЕ (председник је Христијан Мицкоски), Социјалдемократски савез Македоније (председник је Зоран Заев), Демократска унија за интеграцију и Демократска партија Албанаца. Од мањинских политичких партија у Северној Македонији делује Демократска партија Срба у Северној Македонији, која има једног посланика у Собрању.
Северна Македонија је чланица НАТО-а и кандидат за чланство у Европској унији. Тренутни председник је Стево Пендаровски, СДСМ. Председник Владе Републике Северне Македоније је Зоран Заев из странке СДСМ.

### Спољни односи
Северна Македонија је постала чланица Уједињених нација 8. априла 1993, осамнаест месеци након независности од Југославије. Примљена је под привременом референцом Бивша Југословенска Република Македонија због спора око имена са Грчком.
Као стратешки циљ спољне политике наведене су евроатлантске интеграције у ЕУ и НАТО савез. Пет приоритета спољне политике су:
- Почетак преговора о пуноправном чланству у ЕУ;
- Укидање визног режима за северномакедонске грађане;
- Улазак у НАТО;
- Решавање спора са Грчком о имену;
- Јачање економије и дипломатије.

Северна Македонија је чланица следећих међународних и регионалних организација: ММФ (1992), СЗО (1993), ЕБРД-а (1993), Централно европске иницијативе (1993), Савета Европе (1995), ОЕБС (1995), СТО (2003), ЦЕФТА (2006) и Франкофоније (2001).
У 2005. години, земља је званично призната као кандидат за чланство у ЕУ.
На самиту НАТО-а у Букурешту у априлу 2008. године, Северна Македонија није добила позив да се придружи организацији, јер је Грчка употребила вето због спора око имена земље. У марту 2009. године, Европски парламент је изразио подршку Северне Македоније у вези кандидатуре у ЕУ и затражио од Европске комисије да одреди датум за преговоре о приступању. Парламент је такође препоручио брзо укидање визног режима за грађане Републике Северне Македоније. Међутим, тек треба да добије датум за почетак преговора о приступању, пре свега због спора око имена. Став ЕУ је сличан оном у НАТО, решење питања имена је предуслов за почетак преговора о приступању.
У октобру 2012. године, тадашњи комесар ЕУ за проширење Штефан Филе је предложио по четврти пут да се отворе преговори о приступању са Северном Македонијом, ранији напори су били блокирани сваки пут од стране Грчке.

### Војска
Армија Републике Северне Македоније је формирана 1992. после повлачења ЈНА која је иза себе оставила мали број пешадијског наоружања и четири покварена T-34 тенка за наоружање нове армије. Армијом Републике Северне Македоније командује министар одбране преко Генералштаба.
Највећа команда АРМ је Копнена команда, стратешке резервне снаге и јединица за подршку. Брзо реагујуће снаге представљају главни део АРМ, и састоје се од 1. бригаде, 2. бригаде, и оклопног батаљона са 31 тенкова T-72А стационираних у Штипу.
Стратешки резервне снаге обезбеђују резервне бригаде које могу бити подигнуте на ниво бојне готовости у сваком тренутку. 3. бригада и 4. бригада су састављене од резервне војске. Јединице за подршку представљају јединице које дају подршку брзо реагујућим јединицама и резервним јединицама у операцијама. Оне укључују артиљерију (BM-21), батаљон ПВО, сигнални батаљон, логистички батаљон, инжињерски батаљон и војну полицију. Ваздушна компонента АРМ је представљена Командом РВ и ПВО РМ, које се састоји од Ваздухопловства и јединица за подршку. Ратно ваздухопловство се састоји од борбене ескадриле (опремљене Ми-24V и K типом јуришних хеликоптера), транспортне ескадриле (наоружане Ми-17, Ми-8 и УХ-1 транспортним хеликоптерима), ПВО батаљоном (опремљеним системима Стрела-2M, Игла, и СА-13).
Северна Македонија је укинула служење војног рока у октобру 2006. Македонска војска је прва у региону која је извршила професионализацију.

### Симболи
Химна Северне Македоније је Данас над Македонијом (мкд. Денес над Македонија) коју је написао Владо Малески, а компоновао Тодор Скаловски 1943. године. Она је била химна СР Македоније у СФРЈ.
Грб Републике Македоније је усвојен у Народној скупштини НР Македоније 27. јула 1946. године. Грб сачињава венац од класја жита, дувана и мака, повезан траком са народним орнаментом. У централном простору налазе се планине, реке, језера и сунце, што представља богатство наше земље, борбу и слободу.
Застава Северне Македоније је званична застава ове државе која је усвојена 5. октобра 1995. године, када је промењена дотадашња застава. Заставу представља рађајуће златно-жуто сунце на црвеној позадини. Сунце има осам зракова који се шире од сунчевог диска ка рубовима заставе.
До 1995. године на застави се налазило Вергинино сунце, које је због протеста званичне Грчке замењено садашњим.

### Административна подела
Северномакедонски статистички региони постоје искључиво због законских и статистичких разлога. Региони су:
- Пелагонијски регион
- Полошки регион
- Источни регион
- Југоисточни регион
- Североисточни регион
- Скопски регион
- Југозападни регион
- Вардарски регион

Региони се даље деле на општине. По издвајању из Југославије Северна Македонија се састојала од 34 општине, да би се 1996. године њихов број повећао на 123.
Новим системом из августа 2004. године број општина је смањен на 84, да би 2013. године била реорганизована у 80 општина од којих су 10 општине града Скопља (посебна јединица локалне самоуправе).
Карта општина Северне Македоније на снази од 2013.

## Привреда

### Индустрија, рударство и енергетика
Северна Македонија има отворену тржишну економију. Распад СФРЈ 1991. године је лишио Северну Македонију, до тада најзаосталију републику СФРЈ финансијске помоћи. Одсуство инфраструктуре, економске санкције њеном највећем трговинском партнеру СР Југославији и економски ембарго Грчке су кочили привредни раст до 1996. године. Привредном расту је махом допринела страна помоћ.
Успешна приватизација 2000. године је повећала државне резерве на око 700 милиона долара. Ипак, економија доста зависи од увоза енергената попут нафте и природног гаса. Незапосленост је на високом нивоу — 23,4% у 2017. години, недостатак квалификоване радне снаге такође је у великој мери разлог спорог развоја. Главни трговински партнери су Србија, Немачка, Грчка и Бугарска.
Земља има мале резерве минерала — бакра, олово-цинка, гвожђа и руде никла. Од индустрија највише се истичу прехрамбена и дуванска индустрија, производња гвожђа и челика. Национална валута је македонски денар: 1 денар = 100 дена.
Народна банка Републике Северне Македоније је централна банка Републике Северне Македоније, основана је 19. октобра 1946. године. Основне функције Народне банке Северне Македоније су да утврђује и спроводи монетарну политику, води политику курса денара, чува девизне резерве и управља њима, издаје новчанице и ковани новац и стара се о функционисању платног промета и финансијског система.
У 2015. години, рударски сектор је сачињавао око 300 компанија, од којих је 160 директно везано за рударство. Само у рудницима је запослено око 3.000 људи, а заједно са компанијама за вађење и прераду камена, број запослених је око 12.000. У 2011. години, производња основних метала учествује са 9,38% БДП-а, док је учешће сектора за експлоатацију руде метала износила 1,7%. У 2014. години, извоз основних метала је 894,6 милиона долара, а укупан извоз је износио 970 милиона долара.
Тржиште електричне енергије у Северној Македонији састоји се од неколико учесника: ЕЛЕМ као највећи произвођач електричне енергије, „МЕПСО” као акционарско друштво у државном власништву које управља системом за струју и „ЕВН” као приватно акционарско друштво које управља дистрибутивном мрежом. Ове три компаније чине регулисано тржиште електричне енергије, а поред њега ту је слободно (нерегулисано) тржиште, у оквиру којих се тргује електричном енергијом између овлашћених и лиценцираних предузећа. Највећи добављачи на слободном тржишту електричне енергије су: „Енерџи Деливери Солушнс“ („ЕДС“), „Гени“, „Фјучр Енерџи“, „Енерџи Уинд“, „Данске Комодитис“, „Мист Енерџи“, „Енергетска финансијска група“, „ЕВН Снабдување“ и „Соларпро Холдинг“. Највећа термоелектрана Северне Македоније је термоелектрана Битољ. Осим термоелектране Битољ, у држави постоји још једна у Осломеју, као и неколико малих хидроцентрала.

### Пољопривреда
Северна Македонија поседује 334.226 ха пољопривредног земљишта, а сматра се да је наводњавано нешто више од 190.000 ха пољопривредног земљишта.
Пољопривредне се површине понајвише користе за узгој култура на ораницама и вртовима (72%), под засадима воћака је 3,6% а под виноградима 6,5% коришћених пољопривредних површина. Оранице се највише користе за узгој житарица (65%), за којима следи узгој поврћа (11,5%) и крмног биља (11,2%). Најчешће узгајана култура житарица била је пшеница, а од индустријског биља сунцокрет.
У воћарству највећи број стабала заузимају стабла јабука, за којима следе шљиве те крушке. У сточарству Северне Македоније доминира овчарство.
Сматра се да је удео пољопривреде у бруто домаћем производу Северне Македоније 2010. године износио 10,6% и тај проценат је у паду од 2004. године. Пољопривредни сектор, укључујући и рибарство и шумарство, запошљава 19% популације.

### Туризам
Туризам у Северној Македонији је релативно развијен и доприноси 1,8% БДП-а у 2008. Између 1997. и 2008. године, промет хотела и ресторана повећан је у просеку за 4,64% годишње. Број страних посетилаца је такође у порасту стално, на пример за 14,6% у 2011. години, посебно из суседних земаља попут Грчке, Србије и Албаније али и земаља западне Европе и Сједињених Држава.
Северна Македонија иако нема излаз на море, има туристичке потенцијале, захваљујући планинама и очуваној природи, као и три национална парка. Својеврсна туристичка престоница земље је Охрид, који је под заштитом УНЕСКО. Град је познат по језеру, окружен са неколико плажа и по бројним историјским споменицима. Скопље, политички и економски центар, изгубио је много од свог наслеђа током разорног земљотреса из 1963. године, али и даље има богат туристички садржај. Године 2010. покренут је пројекат Скопље 2014, а састоји се углавном од изградње музеја и владиних зграда, те подизања споменика познатијим историјским личностима из северномакедонске историје.
Град Битољ је познат по својој архитектури из 19. века и многи конзулати су отворени када је град био под Османским царством. Такође у Северној Македонији је развијен сеоски туризам, а најпознатија одредишта су Галичник и Брајчино. Катланово је познато по Катлановској бањи, која се налази непосредно северно од села и спада у најважније бање у Северној Македонији.
- Поглед на бистро Охридско језеро и Цркву Свети Јован Канео
- Кањон Матка
- Скијалиште „Заре Лазаревски” код Маврова
- Марков Град изнад Прилепа.

### Саобраћај
Северна Македонија је по свом положају континентална земља у средини Балканског полуострва, па су и главне саобраћајне везе у земљи оне које повезују различите делове полуострва (трансбалканске везе). Посебно је важна веза север-југ Вардарском удолином, која повезује Грчку са остатком Европе.
Укупна дужина железничке мреже у Северној Македонији је 699 km. Најважнија железничка линија је пруга на линији граница са Србијом — Куманово — Скопље — Велес — Ђевђелија — граница са Грчком. Од 2001. године гради се пруга Бељаковци — граница са Бугарском, чиме ће се добити непосредна веза Скопље — Софија. Најважније железничко чвориште у земљи је Скопље, а остала два су Велес и Куманово.
Северномкедонска пошта је северномакедонско државно предузеће за обављање поштанског саобраћаја. Основано је 1992. године као ПТТ Македонија. Године 1993. примљена је у Светски поштански савез. Године 1997. ПТТ Македоније је подељен на Македонски Телеком и Македонску пошту. Што се тиче воденог саобраћаја, развијен је само језерски саобраћај преко Охридског и Преспанског језера и то највише у туристичке сврхе.
У Северној Македонији званично постоји 17 аеродрома (2002. године), од тога 11 са чврстом подлогом. Међу њима два аеродрома међународног карактера, јер су уврштена на листу аеродрома са IATA кодом (IATA Airport Code): Аеродром Скопље (SKP) и Аеродром „Свети Апостол Павле“ у Охриду (OHD).

## Култура
Град Охрид је северномакедонски и православни Јерусалим, музеј на отвореном, културна баштина се протеже од праисторије до данашњих дана, у њему је основан и деловао је први Свесловенски универзитет основан од Св. Климента Охридског и Св. Наума Охридског. Фреске и иконе у многим црквама и манастирима у Охриду и Северној Македонији су јединствене у свету. Река Радика и њен кањон је еколошка средина, природа је непоновљива, а манастир Св. Јован Бигорски је један од најлепших манастира на Балкану, располаже са јединственим олтаром у свету израђеном дубоким дуборезом. Захваљујући оваквим особеностима 1980. године Охридско језеро и град Охрид су проглашени за Светску баштину, под заштитом УНЕСКА.
У Битољу се одржава Међународни фестивал филмске камере „Браћа Манаки“, годишња манифестација основана 1950. године и најстарији је филмски фестивал на свету који вреднује сниматељски рад.
Галичка свадба је културна манифестација која се одржава сваке године на Петровдан 12. јула. Богата је по многим оригиналним македонским свадбарским обичајима и ритуалима.

### Образовање
По законима Северне Македоније, школовање је сваком доступно под једнаким условима. Основно школовање је обавезно, деца у основну школу полазе са навршених 6 или 7 година. Образовни систем је доживео значајне реформе у 2000-им, па је у складу са стандардима Европске уније и Болоњског процеса.
Више и високо образовање се реализује на вишим школама, факултетима и уметничким академијама. У Северној Македонији делује четири државна универзитета: Универзитет у Скопљу, Универзитет Гоце Делчев у Штипу, Св. Климент Охридски Битољ и Државни универзитет у Тетову, а постоји неколико приватних универзитета.
Универзитет Св. Кирил и Методиј је најстарији и највећи северномакедонски универзитет, са седиштем у Скопљу. Основан је 24. априла 1949. године са три факултета и састоји се од 23 факултета, 5 института и 4 јавне научне установе, као и од 6 других организација које сарађују с Универзитетом.

### Књижевност
Крсте Мисирков је своја дела За Македонските работи (За македонска дела) и Вардар писао на северномакедонским говорима који су тада сматрани говорима бугарског језика. Исто деловање наставио је и Коста Кочо Рацин након Првог светског рата, који је писао песме и издавао их у новинама 1930-их. Рацинова збирка песама Бели мугри (Беле зоре), укључивала је много усмених песама, насталих у Краљевини Југославији, а говоре о Македонцима. Неки писци, као Коле Неделковски, радили су и издавали под политичким притиском.
Након Другог светског рата, Блаже Конески и други били су задужени за стандардизовање македонског језика. Након стандардизације књижевност на македонском језику је добила многе талентоване књижвенике. Најбоље македонско песништво писали су Ацо Шопов, Славко Јаневски, Блаже Конески и Гане Тодоровски. Јаневски је такође био писац проза и аутор првог македонског романа — Село зад седумте јасени (Село иза седам јасена). Његов најамбициознији рад били су 6 романа о северномакедонској историји и роман под називом Тврдоглави, који говори о северномакедонским легендама. Појавили су се и позоришни писци, а најпознатији су Коле Чашуле, Томе Арсовски и Горан Стефановски. Чашуле је такође написао неколико новела. Главна његова тема била је пораз идеалиста и идеала.
Најпознатији македонски писац проза је Живко Чинго, чији је скуп дела Пасквелија (1962) и Нова Пасквелија (1965), а говоре о замишљеној земљи где се сукобљавају старе традиције и револуционарне идеје.

### Позориште и филм
Браћа Манаки, Јанаки и Милтон били су фотографи и пионири кинематографије у тада османском делу Балкана.
Први атеље браћа Манаки отворили су у грчком граду Јањина (Ioannina) од 1898. и водили га до 1904. Исте године посетили су Битољ, где су на Широк-сокаку купили неки дућан, који су адаптирали у привремени фотографски атеље.
Године 1905. селе се у Битољ где су отворили свој стални атеље под називом Атеље за уметничку фотографију. Године 1907. Јанаки је у Лондону набавио кинематографску камеру типа Charles Urban Bioscope. Првенствено је снимао Милтон, у атељеу и на терену, и обрађивао фотографије, док се Јанакију, као ликовно образованијем, може приписати уметничко вођство и естетске вредности њихових дела. Милтон је снимио, фотографски или филмски, многе познате личности (нпр. турског султана, српског краља, и др) приликом њихових посета Битољу. Први биоскоп браћа Манаки отворили су у Битољу 1921, са првим приказаним филмом 26. августа. Првобитно је биоскоп радио на отвореном, а 15. септембра 1923. започео је рад биоскоп у сали. Биоскоп је изгорео у пожару 1939.
Први северномакедонски играни филм био је Фросина, објављен 1952. Сценарио је написао Владо Малески, који је написао текст за северномакедонску химну, а режирао га је Војислав Нановић. Први играни филм у боји је била Мис Стоун, филм о протестантској мисионарки у османској Македонији. Филм је објављен 1958. године. Најпознатији северномакедонски режисер је Милчо Манчевски, чији је деби био филм Пре кише који је награђен Златним лавом за најбољи филм на Фестивалу у Венецији и номинован за Оскара.
Македонско народно позориште у Скопљу је најстарија позоришна институција у Северној Македонији. Основано је одлуком АСНОМ-а 31. јануара 1945. године као драмски театар, у истој згради предратног Народног позоришта Краљ Александар I. Представе се изводе у другим градовима Северне Македоније, а већа позоришта постоје у Штипу, Битољу, Струмици и Велесу.

### Медији
Устав Македоније гарантује слободу штампе и изражавања. Македонска радио-телевизија је национална телевизија Северне Македоније, основана 1993. године од стране Собрања Републике Северне Македоније. Северномакедонска радио-телевизија емитује телевизијски програм на пет канала, као и три радијска програма. Остале познате комерцијалне телевизије су Сител и Канал 5, обе са седиштем у Скопљу.
Северномакедонска информативна агенција (МИА) је новинска агенција Северне Македоније. Нова Македонија су најстарије дневне новине, које излазе у Северној Македонији. Весник је основан на темељу Решења Президијума АСНОМ-а. Први број објављен је 29. октобра 1944. године у селу Горно Врановци, а његов први главни уредник био је Васил Ивановски. Зграда, у којој се у селу налазила штампарија, после рата је уређена у музеј. Главни штампани медији су Вечер, Утрински весник и Дневник. Мањине имају и своје медије, а албанска штампа има значајан удео у земљи.

### Архитектура
Рурална архитектура у Северној Македонији највећи је развој досегла у 19. веку. С аутентичним локалним архитектонским карактеристикама, она је део културе градитељског наслеђа Балкана. У 17. веку у сеоским насељима, најчешће збијеног типа, формиран је одређени облик под утицајем оријенталне архитектуре и локалних градитељских услова. У западној Северној Македонији најчешће су грађене камене куће — тврђаве затвореног типа (Река, Струшки крај). То су највеће куће, с богатим естетским фасадним детаљима. Куће у планинским пределима дебелих су камених зидова са малим прозорима у масивном конструктивном систему. У Северној Македонији је традиционална архитектура негована генерацијама. Постојале су градитељске школе које су на подручју Балканског полуострва најинтензивније радиле у 19. веку. Најпознатији мајстори потичу из реканско-дебарског подручја где је живело македонско племе Мијаци. Кућа Робевих у Охриду се сматра за један од најрепрезентативнијих објеката градске архитектуре у Северној Македонији.
Дугогодишња ниска стопа раста државног капитала Северне Македоније и економска неразвијеност знатно су утицали на развој архитектуре у Северној Македонији. То је допринело да она данас нема ниједан облакодер виши од 70 m. Највиша зграда је СРТ центар у власништву РТВ Северне Македоније. Занимљиво је да су сви високи облакодери у Северној Македонији саграђени у времену њеног јединства са СФР Југославијом.
У изградњи су Куле Џевахир за које се очекују да буду највише зграде у Скопљу.
- Староградска османска архитектура — кућа Робевих у Охриду
- Традиционална кућа у селу Мало Илино
- Поглед на архитектуру Крушева
- Ристићева палата

### Музика
Северна Македонија има богату традицију фолклора и народне музике. Народна игра коло или оро је најомиљенији вид фолклора у Северној Македонији и разликује се од региона до региона. Најважнији представници македонске народне музике су: Александар Сариевски, Васка Илиева, Јонче Христовски, Гоце Николовски, Војо Стојановски и Есма Реџепова. Ансамбл Танец је професионални фолклорни ансамбл из Скопља који је основан 1949. године с циљем прикупљања, очувања и презентирања македонског фолклора, културе и традиције. Пеце Атанасовски је био познати гајдаш, вођа оркестра и извођач македонске народне музике, по њему је назван Фестивал народних инструмената и песме.
Најпопуларнија рок група у земљи је Леб и сол, док је група Мизар једна од пионира дарк звука. Поп музика заузима значајно место, са извођачима као што су Тоше Проески, Каролина Гочева и Елена Ристеска. Земља има неколико великих музичких фестивала као што је Скопски џез фестивал, Златно Славејче фестивал за децу и Фолк Фест Валандово који је први пут одржан 1985. године.
На избору за Песму Евровизије учествује од 1998. године и такмичења у Бирмингему. Први покушај наступа Северне Македоније на Песми Евровизије био је 1996. године са Калиопи и песмом „Само ти“, међутим, она није успела да прође пре-селекцију, што је ову земљу спречило да дебитује те године. Највећи успех Северна Македонија је показала у Тел Авиву 2019. када је Тамара Тодевска освојила 8. место са песмом „Proud“.

### Традиција
Северномакедонска кухиња представља типичну балканску кухињу. Састоји се од турске, грчке и блискоисточне кулинарике. Нешто мање има италијанске, медитеранске и мађарске кулинарике. Због релативно топле климе, која је идеална за узраст воћа, поврћа и зачина, северномакедонска кухиња је врло разнолика.
Такође је позната по добрим млечним производима, нарочито сиру (сирење, качкаваљ) а и по алкохолном пићу.
Традиционална северномакедонска јела су: шопска салата, мусака, сарма, кори, селско месо, вардарско грне, пастрмајлија, тавче-гравче, шкембе чорба, кукурек и охридска пастрмка.
Северномакедонска народна ношња има вековну традицију. Део је материјалне културе Македонаца и важна је грана македонске народне уметности. Македонци носе различите врсте народних ношњи, у зависности од региона где људи живе, као што су: Скопска Блатија, Скопска Црна Гора, Горњи Полог, Доњи Полог, Битољско-прилепско поље, Кочанска котлина, Преспа, Охрид, Дримкол, Малесија, Маријово, Овче поље и многи други. Сваки тип ношње има своје специфичности, али заједничко за све је присуство црвене, црне и беле боје и геометријским облицима на њему.

## Спорт
Фудбал и рукомет су најпопуларнији спортови у Северној Македонији. Фудбалска репрезентација је под контролом Фудбалског савеза Северне Македоније. Наступају на стадиону Националној арени Тоше Проески капацитета 32.580 места. Дарко Панчев је бивши северномакедонски фудбалер, један од најбољих фудбалера Вардара у историји. Са београдском Црвеном звездом је освојио Куп европских шампиона 1991, а дао је одлучујући гол у пенал серији против Олимпика из Марсеља. Најпознатији северномакедонски фудбалски клубови су: Вардар, Силекс, Работнички и Шкендија 79. Најбољи резултат у европским такмичењима остварио је Вардар 2017. године пласманом у групну фазу Лиге Европе.
Рукомет је важан тимски спорт у земљи. Године 2002. екипа Кометал Ђорче Петров из Скопља је освојила ЕХФ Женску Лигу Шампиона. Европско првенство за жене у рукомету 2008. године одржано је у Северној Македонији. Рукометни клуб Вардар је освојио титулу првака Европе 2017. године победивши у финалу француски Пари Сен Жермен (ПСЖ) голом у последњој секунди. Рукометаш Кирил Лазаров је био најбољи стрелац на Светском првенству 2009. са 92 постигнута поготка. На Европском првенству 2012. године проглашен је за најбољег стрелца са постигнутим 61-им поготком на 7 утакмица, самим тим поставивши нови рекорд по броју постигнутих голова на једном Европском првенству.
Северномакедонска кошаркашка репрезентација представља Северну Македонију у међународној кошарци. Кошаркашки савез Северне Македоније је настао 1992. године и придружио се ФИБА 1993. године. Утакмице као домаћин игра у дворани Борис Трајковски у Скопљу. Северна Македонија је учествовала на пет Еуробаскета, а најбољи пласман су остварили 2011. године кад су заузели четврто место. Перо Антић у лето 2013. потписује уговор са Атланта хоксима и тако постаје први северномакедонски кошаркаш у НБА лиги.
У периоду од Олимпијских игара у Атланти 1996. до Рио де Жанеира 2016. северномакедонски спортисти освојили су укупно једну бронзану медаљу (Мохамед Ибрахимов, рвање). У летњим месецима се одржава Охридски пливачки маратон на Охридском језеру.

## Државни празници
Празници и нерадни дани у Северној Македонији су:
| Датум        | Назив                               |
| ------------ | ----------------------------------- |
| 1. јануар    | Нова година                         |
| 7. јануар    | Божић                               |
| 1. мај       | Празник рада                        |
| 24. мај      | Дан Ћирила и Методија               |
| 8. септембар | Дан независности                    |
| 11. октобар  | Дан устанка                         |
| 23. октобар  | Дан македонске револуционарне борбе |
| 8. децембар  | Дан Климента Охридског              |

## Галерија
- Споменик „Ослободиоци Скопља“ у центру Скопља
- Кораб је највиша планина Северне Македоније
- Вевчани
- Цоцев Камен, Шопско Рударе
- Црква Светог Климента и Пантелејмона
- Колешински водопад
- Шума на планини Баба
- Робна кућа у Кратову
- Шеталиште на Дојранском језеру
- Дом културе у Делчеву
- Македониум, Крушево
- Дивља плажа „Љубаништа“ у југозападном делу државе.
- Крива Паланка
- Главни трг у Тетову.
- Голем Град или Змијско острво